# Liste des entités et des changements dans le CIA World Factbook

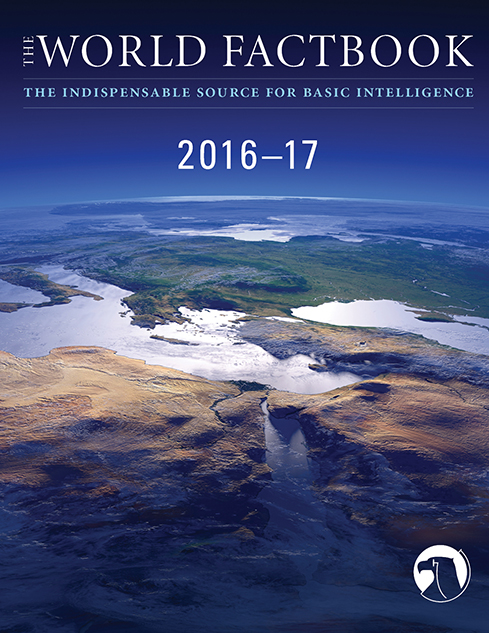
La couverture de l'édition 2012 du The World Factbook.

Ceci est une liste des changements et des entités dans le CIA World Factbook. Le Factbook est une publication annuelle de la CIA détaillant chaque pays du monde.
En septembre 2011, le Factbook contenait 267 entités. Ces entités sont séparées en plusieurs catégories :
- Pays indépendants
- Les autres
- Territoires dépendants et zones de souveraineté spéciale
- Divers
- Autres entités

À la suite de la liste des entités, se trouve l'ensemble des entités qui ont été supprimées, ajoutées, renommées ou consolidées dans le Factbook depuis 1991.

## Liste des entités
Voici la liste des entités. Les noms et les drapeaux de ces entités sont listées tels qui le sont dans le Factbook, de ce fait ils peuvent être différents d'autres sources.

### Pays indépendants
Les entités appartenant à cette catégorie sont définies par la CIA comme "une organisation politique à l'intérieur d'un état possédant un territoire défini". 195 entités appartiennent à cette catégorie.
- Afghanistan
- Afrique du Sud
- Albanie
- Algérie
- Allemagne
- Andorre
- Angola
- Antigua-et-Barbuda
- Arabie saoudite
- Argentine
- Arménie
- Australie
- Autriche
- Azerbaïdjan
- Bahamas
- Bahreïn
- Bangladesh
- Barbade
- Belgique
- Belize
- Bénin
- Bhoutan
- Biélorussie
- Birmanie
- Bolivie
- Bosnie-Herzégovine
- Botswana
- Brésil
- Brunei
- Bulgarie
- Burkina Faso
- Burundi
- Cambodge
- Cameroun
- Canada
- Cap-Vert
- République centrafricaine
- Chili
- Chine
- Colombie
- Comores
- République démocratique du Congo
- République du Congo
- Corée du Nord
- Corée du Sud
- Costa Rica
- Côte d'Ivoire
- Croatie
- Cuba
- Chypre
- Danemark
- Djibouti
- Dominique
- Égypte
- Émirats arabes unis
- Équateur
- Érythrée
- Espagne
- Estonie
- États-Unis
- Éthiopie
- Fidji
- Finlande
- France
- Gabon
- Gambie
- Géorgie
- Ghana
- Grèce
- Grenade
- Guatemala
- Guinée
- Guinée-Bissau
- Guinée équatoriale
- Guyana
- Haïti
- Honduras
- Hongrie
- Inde
- Indonésie
- Îles Salomon
- Iran
- Irak
- Irlande
- Islande
- Israël
- Italie
- Jamaïque
- Japon
- Jordanie
- Kazakhstan
- Kenya
- Kirghizistan
- Kiribati
- Kosovo
- Koweït
- Laos
- Lesotho
- Lettonie
- Liban
- Liberia
- Libye
- Liechtenstein
- Lituanie
- Luxembourg
- Macédoine du Nord
- Madagascar
- Malaisie
- Malawi
- Maldives
- Mali
- Malte
- Maroc
- Îles Marshall
- Mauritanie
- Maurice
- Mexique
- États fédérés de Micronésie
- Moldavie
- Monaco
- Mongolie
- Monténégro
- Mozambique
- Namibie
- Nauru
- Népal
- Nouvelle-Zélande
- Nicaragua
- Niger
- Nigeria
- Norvège
- Oman
- Ouganda
- Ouzbékistan
- Pakistan
- Palaos
- Panama
- Papouasie-Nouvelle-Guinée
- Paraguay
- Pays-Bas
- Pérou
- Philippines
- Pologne
- Portugal
- Qatar
- République dominicaine
- Tchéquie
- Roumanie
- Royaume-Uni
- Russie
- Rwanda
- Saint-Christophe-et-Niévès
- Saint-Marin
- Saint-Vincent-et-les-Grenadines
- Sainte-Lucie
- Salvador
- Samoa
- Sao Tomé-et-Principe
- Sénégal
- Serbie
- Seychelles
- Sierra Leone
- Singapour
- Slovaquie
- Slovénie
- Somalie
- Soudan
- Soudan du Sud
- Sri Lanka
- Suriname
- Eswatini
- Suède
- Suisse
- Syrie
- Tchad
- Tadjikistan
- Tanzanie
- Thaïlande
- Timor oriental
- Togo
- Tonga
- Trinité-et-Tobago
- Tunisie
- Turkménistan
- Turquie
- Tuvalu
- Ukraine
- Uruguay
- Vanuatu
- Vatican
- Venezuela
- Viêt Nam
- Yémen
- Zambie
- Zimbabwe

### Autres
Cette catégorie recense les territoires n'appartenant pas à la liste des pays indépendants. Actuellement, il y en a deux :
- Taïwan
- Union européenne

### Territoires dépendants et zones de souveraineté spéciale
Appartiennent à cette catégorie les territoires affiliés à d'autres pays. Elle est divisée en sous-catégorie en utilisant le pays dont ils sont affiliés.

#### Australie: 6 entités
- Îles Ashmore et Cartier
- Île Christmas
- Îles Cocos
- Îles de la Mer de Corail
- Îles Heard-et-MacDonald
- Île Norfolk

#### Chine: 2 entités
- Hong Kong
- Macao

#### Danemark: 2 entités
- Groenland
- Îles Féroé

#### États-Unis: 8 entités
- Guam
- Îles Mariannes du Nord
- Île de la Navasse
- Wake
- Îles Vierges américaines
- Porto Rico
- Samoa américaines
- United States Pacific Island Wildlife Refuges (incluant l'atoll Johnston, l'atoll Palmyra, l'île Baker, l'île Howland, l'île Jarvis, les îles Midway et le récif Kingman)

#### France: 8 entités
- Île de Clipperton
- Nouvelle-Calédonie
- Polynésie française
- Saint-Barthélemy
- Saint-Martin
- Saint-Pierre-et-Miquelon
- Terres australes et antarctiques françaises (incluant la Terre Adélie, les îles Crozet, les îles Éparses, les îles Kerguelen, l'île Saint-Paul et l'île Amsterdam)
- Wallis-et-Futuna

#### Pays-Bas: 3 entités
- Aruba
- Curaçao
- Saint-Martin

#### Nouvelle-Zélande: 3 entités
- Îles Cook
- Niue
- Tokelau

#### Norvège: 3 entités
- Île Bouvet
- Île Jan Mayen
- Svalbard

#### Royaume-Uni: 17 entités
- Akrotiri
- Anguilla
- Bermudes
- Dhekelia
- Géorgie du Sud-et-les îles Sandwich du Sud
- Gibraltar
- Guernesey
- Île de Man
- Îles Caïmans
- Îles Malouines
- Îles Turques-et-Caïques
- Îles Vierges britanniques
- Jersey
- Montserrat
- Îles Pitcairn
- Sainte-Hélène, Ascension et Tristan da Cunha
- Territoire britannique de l'océan Indien

### Divers
Cette catégorie est dédiée à l'Antarctique et aux territoires contestés. Elle contient six entités.
- Antarctique
- Bande de Gaza
- Cisjordanie
- Îles Paracel
- Îles Spratley
- Sahara occidental

### Autres entités
Cette catégorie constitue le Monde et les océans. Il y a cinq océans et le Monde (le Monde est un résumé de l'ensemble des 269 autres entrées))
- Océan Arctique
- Océan Atlantique
- Océan Austral
- Océan Indien
- Océan Pacifique
- Monde

## Modifications apportées aux entités du Factbook
Ce tableau liste les changements apportés au Factbook depuis 1998 jusqu’à aujourd’hui. Les entités qui ont été ajoutées sont en vert et les entités supprimées sont en rouge. Les entités qui ont changé de nom sont en bleu et celles qui ont été redirigées ou fusionnées avec une autre entité sont en violet.
| Nom de l’entité | Nom de l’entité                                        | Date du changement | Commentaire | Référence |
| --------------- | ------------------------------------------------------ | ------------------ | --- | --------- |
|                 | Antarctique                                            | 1988               | Une partie des 40 entités ajoutées au Factbook afin de le compléter.                                                  | [ 3 ]     |
|                 | Océan Arctique                                         | 1988               | Une partie des 40 entités ajoutées au Factbook afin de le compléter.                                                  | [ 3 ]     |
|                 | Océan Atlantique                                       | 1988               | Une partie des 40 entités ajoutées au Factbook afin de le compléter.                                                  | [ 3 ]     |
|                 | Océan Indien                                           | 1988               | Une partie des 40 entités ajoutées au Factbook afin de le compléter.                                                  | [ 3 ]     |
|                 | Océan Pacifique                                        | 1988               | Une partie des 40 entités ajoutées au Factbook afin de le compléter.                                                  | [ 3 ]     |
|                 | Monde                                                  | 1988               | Une partie des 40 entités ajoutées au Factbook afin de le compléter.                                                  | [ 3 ]     |
|                 | Allemagne de l'Est                                     | 1991               | Supprimées lors de la réunification de l’Allemagne                                                                    | [ 4 ]     |
|                 | Allemagne de l'Ouest                                   | 1991               | Supprimées lors de la réunification de l’Allemagne                                                                    | [ 4 ]     |
|                 | Yémen du Nord                                          | 1991               | Supprimés lors de la réunification du Yémen                                                                           | [ 4 ]     |
|                 | Yémen du Sud                                           | 1991               | Supprimés lors de la réunification du Yémen                                                                           | [ 4 ]     |
|                 | Allemagne                                              | 1991               | Ajoutée lors de la réunification de l’Allemagne                                                                       | [ 4 ]     |
|                 | Yémen                                                  | 1991               | Ajouté lors de la réunification du Yémen                                                                              | [ 4 ]     |
|                 | Union soviétique                                       | 1992               | Supprimée lors de la dissolution de l’URSS                                                                            | [ 5 ]     |
|                 | Yougoslavie                                            | 1992               | Supprimée lors de la dissolution de l’État, création de 5 nouveaux États                                              | [ 5 ]     |
|                 | Zone neutre Irak-Arabie saoudite                       | 1992               | Supprimée | [ 5 ]     |
|                 | Arménie                                                | 1992               | Ajoutés lors de la dissolution de l’Union Soviétique                                                                  | [ 5 ]     |
|                 | Azerbaïjan                                             | 1992               | Ajoutés lors de la dissolution de l’Union Soviétique                                                                  | [ 5 ]     |
|                 | Biélorussie                                            | 1992               | Ajoutés lors de la dissolution de l’Union Soviétique                                                                  | [ 5 ]     |
|                 | Estonie                                                | 1992               | Ajoutés lors de la dissolution de l’Union Soviétique                                                                  | [ 5 ]     |
|                 | Georgie                                                | 1992               | Ajoutés lors de la dissolution de l’Union Soviétique                                                                  | [ 5 ]     |
|                 | Kazakhstan                                             | 1992               | Ajoutés lors de la dissolution de l’Union Soviétique                                                                  | [ 5 ]     |
|                 | Kirghizistan                                           | 1992               | Ajoutés lors de la dissolution de l’Union Soviétique                                                                  | [ 5 ]     |
|                 | Lettonie                                               | 1992               | Ajoutés lors de la dissolution de l’Union Soviétique                                                                  | [ 5 ]     |
|                 | Lituanie                                               | 1992               | Ajoutés lors de la dissolution de l’Union Soviétique                                                                  | [ 5 ]     |
|                 | Moldavie                                               | 1992               | Ajoutés lors de la dissolution de l’Union Soviétique                                                                  | [ 5 ]     |
|                 | Russie                                                 | 1992               | Ajoutés lors de la dissolution de l’Union Soviétique                                                                  | [ 5 ]     |
|                 | Tadjikistan                                            | 1992               | Ajoutés lors de la dissolution de l’Union Soviétique                                                                  | [ 5 ]     |
|                 | Turkménistan                                           | 1992               | Ajoutés lors de la dissolution de l’Union Soviétique                                                                  | [ 5 ]     |
|                 | Ukraine                                                | 1992               | Ajoutés lors de la dissolution de l’Union Soviétique                                                                  | [ 5 ]     |
|                 | Ouzbékistan                                            | 1992               | Ajoutés lors de la dissolution de l’Union Soviétique                                                                  | [ 5 ]     |
|                 | Bosnie-Herzégovine                                     | 1992               | Ajoutées au Factbook lors de la dissolution de la Yougoslavie                                                         | [ 5 ]     |
|                 | Croatie                                                | 1992               | Ajoutées au Factbook lors de la dissolution de la Yougoslavie                                                         | [ 5 ]     |
|                 | Macédoine                                              | 1992               | Ajoutées au Factbook lors de la dissolution de la Yougoslavie                                                         | [ 5 ]     |
|                 | Serbie et Monténégro [A]                               | 1992               | Ajoutées au Factbook lors de la dissolution de la Yougoslavie                                                         | [ 5 ]     |
|                 | Slovénie                                               | 1992               | Ajoutées au Factbook lors de la dissolution de la Yougoslavie                                                         | [ 5 ]     |
|                 | Tchécoslovaquie                                        | 1993               | Supprimée lors de la séparation de l’état en République Tchèque et en Slovaquie                                       | [ 6 ]     |
|                 | République Tchèque                                     | 1993               | Ajoutées lors de la séparation de Tchécoslovaquie en deux états                                                       | [ 6 ]     |
|                 | Slovaquie                                              | 1993               | Ajoutées lors de la séparation de Tchécoslovaquie en deux états                                                       | [ 6 ]     |
|                 | Érythrée                                               | 1993               | Ajoutée lors de la prise de son indépendance par rapport à l’Éthiopie                                                 | [ 6 ]     |
|                 | Vatican                                                | 1993               | Renommé en Saint-Siège (Vatican)                                                                                      | [ 6 ]     |
|                 | (en) Ivory Coast                                       | 1993               | Renommée en Côte d'Ivoire                                                                                             | [ 6 ]     |
|                 | Macédoine                                              | 1994               | Renommée en Ancienne République yougoslave de Macédoine                                                               | [ 7 ]     |
|                 | Territoire sous tutelle des îles du Pacifique (Palaos) | 1995               | Renommé en Palaos | [ 8 ]     |
|                 | Kazakhstan                                             | 1996               | Renommé en Kazakstan ; changement de l'orthographe du nom                                                             | [ 9 ]     |
|                 | Burkina                                                | 1996               | Renommé en Burkina Faso                                                                                               | [ 9 ]     |
|                 | Corse                                                  | 1996               | Ajoutée | [ 9 ]     |
|                 | Zaïre                                                  | 1997               | Renommé en République démocratique du Congo                                                                           | [ 10 ]    |
|                 | Congo                                                  | 1997               | Renommé en République du Congo                                                                                        | [ 10 ]    |
|                 | Corse                                                  | 1997               | Supprimée[B] | [ 10 ]    |
|                 | Samoa Occidentale                                      | 1998               | Renommé en Samoa | [ 11 ]    |
|                 | Kazakstan                                              | 1998               | Renommé en Kazakhstan ; changement de l'orthographe du nom                                                            | [ 11 ]    |
|                 | Île Wake                                               | 1999               | Renommée en Atoll de Wake                                                                                             | [ 12 ]    |
|                 | Atoll de Wake                                          | 2000               | Renommé en Île Wake                                                                                                   | [ 13 ]    |
|                 | Océan Austral                                          | 2000               | Ajouté | [ 13 ]    |
|                 | Serbie et Monténégro                                   | 2001               | Renommé en Yougoslavie                                                                                                | [ 14 ]    |
|                 | Timor Oriental                                         | 1er janvier 2002   | Ajouté | [ 15 ]    |
|                 | Yougoslavie                                            | 19 mars 2003       | Renommée en Serbie-et-Monténégro                                                                                      |           |
|                 | Ancienne République yougoslave de Macédoine            | 30 novembre 2004   | Renommée en Macedoine en novembre 2004 à la suite de la décision du gouvernement américain                            | [ 17 ]    |
|                 | Akrotiri                                               | 30 novembre 2004   | Ajoutés car Akrotiri et Dhekelia sont des territoires dépendants                                                      | [ 19 ]    |
|                 | Dhekelia                                               | 30 novembre 2004   | Ajoutés car Akrotiri et Dhekelia sont des territoires dépendants                                                      | [ 20 ]    |
|                 | Union Européenne                                       | 16 décembre 2004   | Ajoutée car l’Union Européenne a les caractéristiques proches d’une nation.                                           | [ 21 ]    |
|                 | Man (Île de)                                           | 10 janvier 2006    | Renommée en Île de Man                                                                                                | [ 22 ]    |
|                 | Île Baker                                              | 29 mars 2006       | Fusionnées en United States Pacific Island Wildlife Refuges                                                           | [ 24 ]    |
|                 | Île Howland                                            | 29 mars 2006       | Fusionnées en United States Pacific Island Wildlife Refuges                                                           | [ 25 ]    |
|                 | Île Jarvis                                             | 29 mars 2006       | Fusionnées en United States Pacific Island Wildlife Refuges                                                           | [ 26 ]    |
|                 | Atoll Johnston                                         | 29 mars 2006       | Fusionnées en United States Pacific Island Wildlife Refuges                                                           | [ 27 ]    |
|                 | Récif Kingman                                          | 29 mars 2006       | Fusionnées en United States Pacific Island Wildlife Refuges                                                           | [ 28 ]    |
|                 | Îles Midway                                            | 29 mars 2006       | Fusionnées en United States Pacific Island Wildlife Refuges                                                           | [ 29 ]    |
|                 | Atoll Palmyra                                          | 29 mars 2006       | Fusionnées en United States Pacific Island Wildlife Refuges                                                           | [ 30 ]    |
|                 | United States Pacific Island Wildlife Refuges          | 29 mars 2006       | Fusion des entrées Île Baker, Île Howland, Île Jarvis, Atoll Johnston, Récif Kingman, Îles Midway et Atoll Palmyra    | [ 31 ]    |
|                 | Serbie-et-Monténégro                                   | 13 juin 2006       | Supprimée à la suite de l'indépendance du Monténégro                                                                  | [ 33 ]    |
|                 | Serbie                                                 | 29 juin 2006       | Ajoutée à la suite de l'indépendance du Monténégro                                                                    | [ 34 ]    |
|                 | Monténégro                                             | 29 juin 2006       | Ajoutée à la suite de l'indépendance du Monténégro                                                                    | [ 35 ]    |
|                 | Bassas da India                                        | 7 septembre 2006   | Fusionnées en l’entité Îles Éparses                                                                                   | [ 37 ]    |
|                 | Île Europa                                             | 7 septembre 2006   | Fusionnées en l’entité Îles Éparses                                                                                   | [ 38 ]    |
|                 | Îles Glorieuses                                        | 7 septembre 2006   | Fusionnées en l’entité Îles Éparses                                                                                   | [ 39 ]    |
|                 | Île Juan de Nova                                       | 7 septembre 2006   | Fusionnées en l’entité Îles Éparses                                                                                   | [ 40 ]    |
|                 | Île Tromelin                                           | 7 septembre 2006   | Fusionnées en l’entité Îles Éparses                                                                                   | [ 41 ]    |
|                 | Îles Éparses                                           | 7 septembre 2006   | Fusion des entrées Bassas da India, Îles Europa, Îles Glorieuses, Île Juan de Nova, Îles Tromelin                     | [ 42 ]    |
|                 | Guyane                                                 | 18 janvier 2007    | Supprimées car appartiennent maintenant aux départements d'outre mer                                                  | [ 43 ]    |
|                 | Guadeloupe                                             | 18 janvier 2007    | Supprimées car appartiennent maintenant aux départements d'outre mer                                                  | [ 43 ]    |
|                 | Martinique                                             | 18 janvier 2007    | Supprimées car appartiennent maintenant aux départements d'outre mer                                                  | [ 43 ]    |
|                 | La Réunion                                             | 18 janvier 2007    | Supprimées car appartiennent maintenant aux départements d'outre mer                                                  | [ 43 ]    |
|                 | Saint-Barthélemy                                       | 10 mai 2007[C]     | Ajoutées car appartiennent maintenant aux collectivités d’outre-mer                                                   | [ 45 ]    |
|                 | Saint-Martin                                           | 10 mai 2007[C]     | Ajoutées car appartiennent maintenant aux collectivités d’outre-mer                                                   | [ 46 ]    |
|                 | Bassas da India                                        | 19 juillet 2007    | Supprimées car appartiennent maintenant aux Îles Éparses, 5e district des Terres australes et antarctiques françaises | [ 44 ]    |
|                 | Île Europa                                             | 19 juillet 2007    | Supprimées car appartiennent maintenant aux Îles Éparses, 5e district des Terres australes et antarctiques françaises | [ 44 ]    |
|                 | Îles Glorieuses                                        | 19 juillet 2007    | Supprimées car appartiennent maintenant aux Îles Éparses, 5e district des Terres australes et antarctiques françaises | [ 44 ]    |
|                 | Île Juan de Nova                                       | 19 juillet 2007    | Supprimées car appartiennent maintenant aux Îles Éparses, 5e district des Terres australes et antarctiques françaises | [ 44 ]    |
|                 | Île Tromelin                                           | 19 juillet 2007    | Supprimées car appartiennent maintenant aux Îles Éparses, 5e district des Terres australes et antarctiques françaises | [ 44 ]    |
|                 | Îles Éparses                                           | 19 juillet 2007    | Supprimées car appartiennent maintenant aux Îles Éparses, 5e district des Terres australes et antarctiques françaises | [ 44 ]    |
|                 | Timor oriental                                         | 19 juillet 2007    | Renommé en Timor-Leste à la suite de la décision de l'US Board on Geographic Names                                    | [ 44 ]    |
|                 | Kosovo                                                 | 28 février 2008    | Ajouté | [ 47 ]    |
|                 | (en) South Georgia and the South Sandwich Islands      | 1er september 2009 | Renommé en South Georgia and South Sandwich Islands                                                                   | [ 48 ]    |
|                 | Saint Hélène                                           | 15 janvier 2010    | Renommé en Saint Hélène, Ascension, et Tristan da Cunha                                                               | [ 49 ]    |
|                 | Antilles néerlandaises                                 | 12 octobre 2010    | Supprimé près la dissolution des Antilles néerlandaises                                                               | [ 50 ]    |
|                 | Curacao                                                | 20 octobre 2010    | Ajouté après la dissolution des Antilles néerlandaises                                                                | [ 51 ]    |
|                 | Saint Martin                                           | 20 octobre 2010    | Ajouté après la dissolution des Antilles néerlandaises                                                                | [ 52 ]    |
|                 | Mayotte                                                | 8 avril 2011       | Supprimé à la suite de sa départementalisation                                                                        | [ 53 ]    |
|                 | Soudan du Sud                                          | 12 juillet 2011    | Ajouté à la suite de son indépendance                                                                                 | [ 54 ]    |